# チェロソナタ (バーバー)
チェロ・ソナタ（英語: Cello Sonata）作品6は、サミュエル・バーバーの室内楽曲。明確なハ短調によるロマン主義的な作品で、ブラームスやプフィッツナーの作例を思わせる重厚で情熱的なチェロソナタである。
1932年、カーティス音楽院での課程を了えてヨーロッパを旅行中の6月から12月に作曲され、翌年3月にニューヨーク作曲家同盟の演奏会において作曲者自身のピアノと、友人オーランド・コールのチェロによって初演された。

## 楽曲構成
以下の3楽章から成る。
- 第1楽章 アレグロ・マ・ノン・トロッポ
- 第2楽章 アダージョ　瞑想的な歌謡楽章であるが、スケルツォ的なサルタレロのリズムが中間部に織り込まれている。
- 第3楽章 アレグロ・アパッショナート